# Фирдя
Фирдя (рум. Fârdea) — село у повіті Тіміш в Румунії. Адміністративний центр комуни Фирдя.
Село розташоване на відстані 340 км на північний захід від Бухареста, 72 км на схід від Тімішоари.

## Населення
За даними перепису населення 2002 року у селі проживали 619 осіб. Рідною мовою 615 осіб (99,4%) назвали румунську.
Національний склад населення села:
| Національність | Кількість осіб | Відсоток |
| -------------- | -------------- | -------- |
| румуни         | 569            | 91,9%    |
| цигани         | 48             | 7,8%     |